# 帕羅馬 4

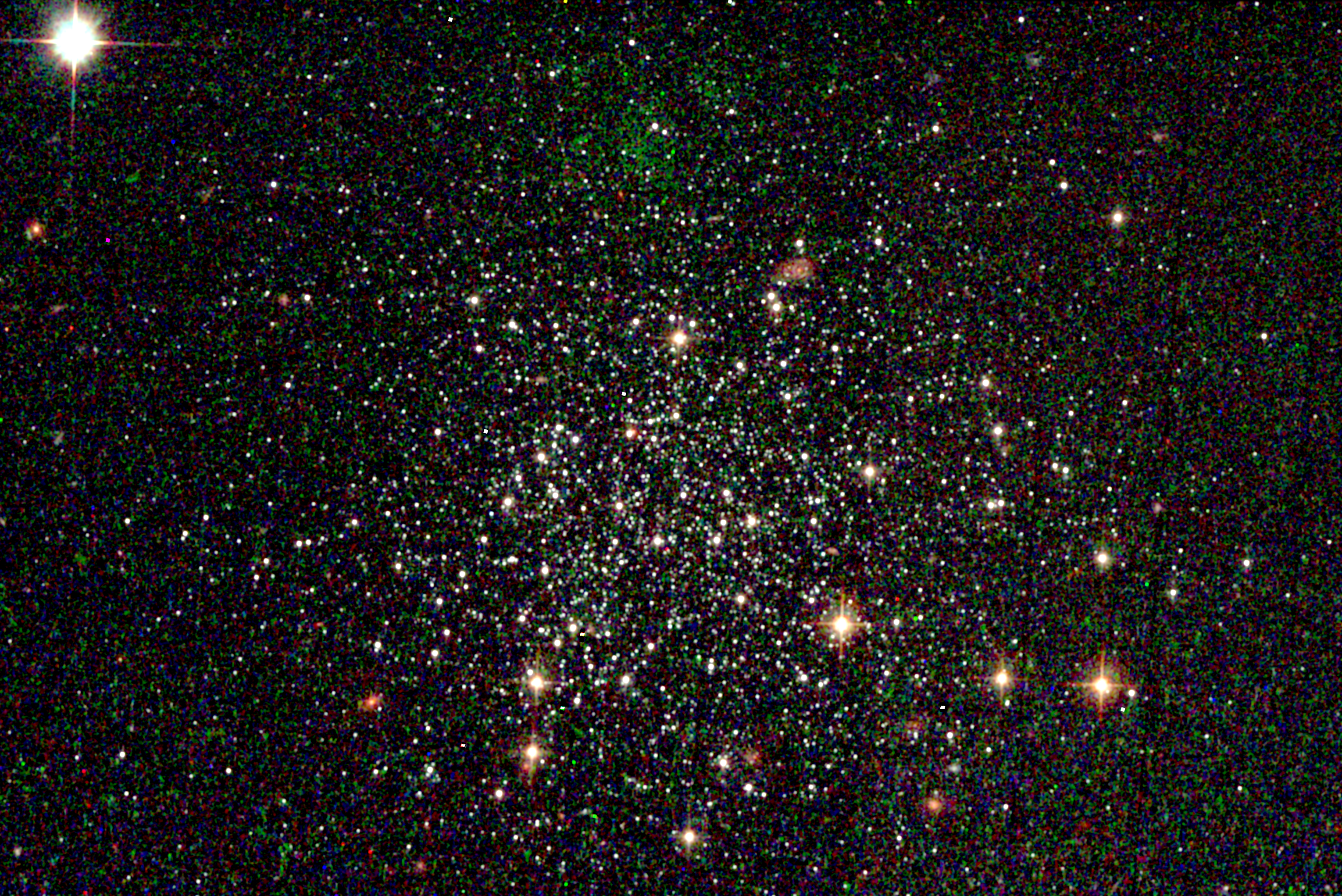
帕羅馬4

帕羅馬4是銀河系中的一個球狀星團，它是愛德溫·哈伯在1949年發現的，在1955年艾伯特·喬治·威爾遜再次發現。它的距離為356,000光年。 
這個星團的距離比麥哲倫雲和人馬座矮橢球星系這些衛星星系的距離還要遙遠。
起初，他被認為是矮星系，並且被稱為大熊座矮星系。然而，不久之後就被確認為只是一個球狀星團。

## 外部連結
- WikiSky上关于帕羅馬 4的内容：DSS2, SDSS, GALEX, IRAS, 氢α, X射线, 天文照片, 天图, 文章和图片